# Бруннер, Алоиз
Ало́из Бру́ннер (нем. Alois Brunner, 8 апреля 1912, Надкут, Австро-Венгрия — между 2001 и 2010, Дамаск, Сирия) — бывший гауптштурмфюрер СС, один из главных соратников Адольфа Эйхманна при осуществлении так называемого «Окончательного решения еврейского вопроса». В качестве руководителя специальных отрядов СС Бруннер с 1939 по 1945 год был ответственным за депортацию более чем 100 тысяч евреев из Вены, Берлина, Греции, Франции и Словакии в лагеря смерти нацистской Германии.

## Биография
Родился в крестьянской семье. Посещал народную школу, учился на предпринимателя в Фюрстенфельде. В мае 1931 года вступил в НСДАП, а спустя полгода и в СА. Вступление в СА стоило ему, по его собственным словам, рабочего места. В мае-сентябре 1933 года был арендатором кафе-ресторана «Вена» в Хартберге. В сентябре 1933 году переехал из Австрии в Германию, где записался в Австрийский легион, в котором служил до июня 1938 года В том же году перешёл из СА в СС.

### Карьера в СС
В ноябре 1938 года Бруннер начал работать в Центральном управлении по выселению евреев в Вене. На этом посту он в 1941—1942 годах организовывал депортацию венских евреев в гетто и лагеря смерти на Востоке. В октябре 1942 — январе 1943 года отправил в лагеря смерти 56 000 берлинских евреев.
В феврале 1943 года переведён в Салоники, где организовал депортацию 50 000 греческих евреев.
В июле 1943 года в качестве руководителя зондеркоманды гестапо был задействован в транзитном и сборном лагере Дранси под Парижем, откуда отправил 22 транспорта с евреями в Освенцим. Всего до августа 1944 года усилиями Бруннера из Франции было депортировано 23 500 евреев. В сентябре 1944 — феврале 1945 года занимался ликвидацией еврейского подполья в Словакии, откуда отправил в Освенцим 12 000 человек.

### После войны
После Второй мировой войны Бруннер бежал из Линца в Мюнхен, где некоторое время работал под чужим именем водителем грузовика для американской армии. С 1947 года работал на шахте «Карл Функе» в Эссене. Боясь разоблачения, в 1954 году бежал в Сирию, где жил под именем доктора Георга Фишера и сотрудничал с сирийскими спецслужбами. Его неофициально называли «отцом сирийских спецслужб».  По утверждению турецких властей, Бруннер также занимался подготовкой вооруженных отрядов Рабочей партии Курдистана. В 1961 году служба французской контрразведки официально включила его в список нацистских преступников, пребывание которых в Сирии было установлено абсолютно точно. Израильские спецслужбы неоднократно предпринимали покушения на его жизнь: Бруннер дважды получал по почте заминированные пакеты. В 1961 году при взрыве одного из них Бруннер лишился глаза, а в 1980 году — четырёх пальцев на левой руке.
В 1985 году Алоис Бруннер в интервью одному из западногерманских еженедельников заявил о своей готовности предстать перед международным трибуналом. «Но я никогда не соглашусь предстать перед израильским судом, — сказал он. — Я не хочу стать вторым Эйхманом».
Французские военные суды заочно приговорили его в 1954 году к смерти. В 2001 году он был вновь заочно приговорён, на сей раз к пожизненному заключению.
Сирийское правительство всегда отказывалось признать факт проживания Бруннера в Сирии. По некоторым данным, вплоть до октября 1991 года он жил в сирийской столице, и лишь потом его перевезли в Латакию.
В декабре 1999 года разнёсся слух, что Бруннер умер ещё в 1996 году в Латакии. Эта информация была опровергнута немецкими журналистами, которые утверждали, что видели Бруннера живым в Меридиан-отеле в Дамаске. По информации Центра Визенталя, скончался в 2010 году.